# Paliga quadrigalis
Paliga quadrigalis är en fjärilsart som beskrevs av Erich Martin Hering 1901. Paliga quadrigalis ingår i släktet Paliga och familjen Crambidae. Inga underarter finns listade i Catalogue of Life.